# Marian Żeńczak
Marian Zeńczak (ur. 7 września 1891 Leszczyny (lwowskie), zm. 11 października 1948 Warszawa) – polski lekarz, założyciel pierwszej katedry ortodoncji. Od 1925 roku był pierwszym polskim profesorem ortodoncji w Państwowym Instytucie Dentystycznym w Warszawie. W 1935 roku został  tam docentem stomatologii uniwersyteckiej a następnie w 1937 roku został profesorem i pierwszym rektorem Akademii Stomatologicznej. Po drugiej wojnie światowej był jednym z głównych organizatorów stomatologii w Warszawie.
Został odznaczony Krzyżem Oficerskim Orderu Odrodzenia Polski (1946).